# Дубки (місцевість)
Дубки́ — неофіційна (народна) назва колишнього робітничого селища, яке розташовувалося в районі колишньої № 5 рудоуправління ім. Фрунзе у Покровському районі.

## Загальні відомості
Складалося із 2 вулиць і майже 80 будинків. В основному мешкали гірники. Знесене в середині 60-х рр. із метою покращення умов і проживання й розширення промислового майданчика ЦГЗК.